# Млада България (организация)
Вижте пояснителната страница за други значения на Млада България.
Млада България е мацинистка емигрантска политическа организация, повлияна от идеите на масонството, създадена в Букурещ, Румъния от Иван Касабов, Димитър Ценович, Киряк Цанков, Иван Кършовски след разпадането на Българското общество през 1869 г. Печатен орган на „Млада България“ е вестник „Тъпан“.
Организацията не успява да обедини около себе си значителна част от емиграцията и не може да координира действията на революционните сили. Създадени са дружества на „Млада България“ и в други дунавски градове като Браила и др.
Между отделните организации постепенно се създават големи противоречия свързани с идейните им различия. Браилската организация напада вестник „Народност“, който се е обявил за официален на организацията. 20 души подписват писмо до Иван Касабов, в което призовават да не легитимира вестник „Народност“ като официоз на организацията, тъй като стила на „Народност“ е атакуващ и е в разрез с приетата по-рано идеология на „Млада България“, Браила „да служи за съединение на духовете в единство и братство между българите“.
Букурещката организация изпраща делегация до италианското и руското революционни движения чиято цел е да бъдат одобрени и насърчени. На срещата през лятото на 1869 г. Михаил Бакунин обещава съдействие на българите в привличането на Франция към българската кауза, а Джузепе Мацини предлага съвети и конкретни стъпки за подготовката на всенародно въстание. Съветите не намират практическо приложение.
До края на дейността си „Млада България“ подкрепя активно действията на Васил Левски в българското землище.